# God's Puzzle
Pour plus de détails, voir Fiche technique et Distribution.
God's Puzzle (神様のパズル, Kamisama no pazuru) est un film japonais réalisé par Takashi Miike, adapté d'un roman de science-fiction de Shinji Kimoto et sorti en 2008.

## Fiche technique
- Titre : God's Puzzle
- Titre original : 神様のパズル (Kamisama no pazuru?)
- Réalisation : Takashi Miike
- Scénario : Masa Nakamura d'après un roman de Shinji Kimoto (ja)
- Production : Haruki Kadokawa
- Musique : Hikaru Ishikawa et Yuji Toriyama
- Photographie : Katsumi Yanagishima
- Montage : Yasushi Shimamura
- Pays d'origine :  Japon
- Durée : 134 minutes
- Dates de sortie :
  - Japon : 7 juin 2008[1]
  - Canada : 25 septembre 2008 (Festival international du film de Vancouver)

## Distribution
- Hayato Ichihara : Kiichi Watanuki / Motokazu Watanuki
- Mitsuki Tanimura : Saraka
- Ken'ichi Endō
- Yusuke Hirayama
- Yuriko Ishida : Hatomura
- Nozomu Iwao : Sudo (VF : Yannick Blivet)
- Masaya Kikawada : Airi
- Yoshio Kojima : un étudiant
- Jun Kunimura : Murakami
- Rio Matsumoto : Shiratori
- Naomasa Musaka : Gonda
- Eugene Nomura
- Reisen Ri : Yamada
- Takashi Sasano : Hashizume
- Christian Storms : le reporter TV
- Kotaro Tanaka : Sakura
- Mayumi Wakamura : la mère de Saraka